# Соннино
Соннино (итал. Sonnino) — коммуна в Италии, располагается в регионе Лацио, подчиняется административному центру Латина.
Население составляет 7070 человек (на 2004 г.), плотность населения составляет 100 чел./км². Занимает площадь 63 км². Почтовый индекс — 04010. Телефонный код — 0773.
Покровителями коммуны почитаются Пресвятая Богородица (Madonna delle Grazie), празднование 21 октября, святой апостол и евангелист Марк, празднование 25 апреля, и San Gaspare del Bufalo.